# 教師諸君!!
『教師諸君!!』（きょうししょくん）は、駒倉葛尾による日本の4コマ漫画作品。『まんがタイムファミリー』（芳文社）2009年9 - 11月号にゲスト掲載された後、同年12月号より2013年5月号まで連載、連載終了後の2013年7月号に「番外編」を掲載。2011年2月には単行本1巻発売記念として『まんがタイム』2011年3月号に、また単行本の重版を記念して同じく2011年8月号にゲスト掲載された。

## 概要
神奈川県鎌倉市をモデルとした場所にある「県立八反目高等学校」に勤務する4人の社会科（地理歴史）教師を中心に、彼らの日常を描く。単行本のみ、各話に長文のサブタイトルが付けられている。
タイトルは庄司陽子の漫画作品『生徒諸君!』のもじり。
教師を中心とした作風としているためか、「氏名のある生徒」は登場しない。
登場人物の名字などのネーミングは、単行本1巻あとがきでは「近所の地名から取った」としか記されていないが、これは鎌倉市の地名であり、さらに高校の「八反目」（はため）も鎌倉の地名からであり、八反目にはある神奈川県立深沢高等学校が「校舎は遺跡の上に建てられた」「敷地内に隣の市との境界線が存在する」など八反目高校が同校をモデルとしている部分もある。

## 登場人物

### 社会科教師
西名 史生（にしな ふみお、女性、世界史担当）
主人公。世界史のみならず、日本史にも詳しい「歴史マニア」。校内ではヘレン・ケラーの家庭教師であるアン・サリヴァンをイメージした「19世紀の欧米の女性教師」風のスタイルで過ごす。理由は「冷え性防止」「女性生徒からのファッションチェック対策」などで、製作は被服部の協力を仰いでいる。出勤・退勤時はラフなスポーツカジュアルとなった上にコンタクトレンズを外し眼鏡をかける。校外へのお出かけ時はサッカーのレプリカユニホームを着ることが多い。作中ではこれ以外にも「歴史に関するコスプレ」をすることが多く、単行本第1巻の表紙ではマリー・アントワネットの、第2巻ではクレオパトラ風のコスプレをしている。女子生徒からは「西名っち」と呼ばれることが多い。モットーは「社会科に携わる人に悪い人はいない」。
校内の部活動では「茶道部」正顧問及び「被服部」副顧問。かつては運動部の顧問も務めていたが、極度の運動オンチのせいで怪我などが多く、現在の地位に落ち着いた。
ネーミングは前述の「地名」ではなく、鎌倉市の郵便番号の上3桁が「247（にしな）」であることからの命名。
深沢 周平（ふかさわ しゅうへい、男性、日本史担当）
産休補助教員として八反目高校に赴任した新人教師。元々は予備校で英語講師をしていた。後に正式に教員として採用される。教師生活への憧れが強かったせいか、妄想癖がついている。女子生徒からは「深ちん」と呼ばれることが多い。なりゆきで男子柔道部顧問となったが、学生時代は陸上競技部だった。
ネーミングは鎌倉市深沢地域から。
城 めぐみ（じょう　めぐみ、女性、公民科担当）
強気で負けず嫌いだが、根は真面目な教師。西名に対しては少し苦手意識を感じつつもライバル心を燃やす場面も見られ、文化祭ではエリザベス1世に扮した西名に対抗して「正義の女神」に扮したことも。口癖は「○○なのよう」。女子柔道部顧問だが、素人の深沢と違い、彼女は黒帯保持者。
深沢とは「モテない同志」として意気投合することもあるが、西名からは「あの2人こそお似合いのカップル」と見られている。
ネーミングは鎌倉市の地名「城廻（しろめぐり）」の捩り。
岩瀬 紘一（いわせ こういち、男性、地理担当）
4人の社会科教師の中では一番のベテランで、落ち着いた性格。眼鏡をかけている。校内では「ワイシャツの上にジャージを羽織る」スタイルを取る。以前は進学校である「遭南高校」に勤務。茶道部の正顧問だった（当時、西名は副顧問）が、後に女子バレーボール部顧問に異動。後に「北嶺高校」に転任。大学生時代に同じ大学出身の前埜（後述）と交際していた過去がある。二輪車派。登場にあたっては「編集担当からの『美形キャラ』リクエスト」に作者が応じて作られたことが単行本2巻のあとがきで記されている。
ネーミングは鎌倉市の地名「岩瀬」から。
今泉 大海（いまいずみ ひろみ、男性、社会科全般）
形式的には「岩瀬との交換」で北嶺高校から転任してきた。社会科全般の指導が可能だが、専門は古代オリエントで、イランでは遺跡の発掘調査にも参加。映画マニアで、この地を舞台とした映画『ルイージ・ヂョーンズ 最後の聖域』（インディ・ジョーンズ シリーズのパロディ）に魅せられて古代オリエントを専攻したとか。授業の腕前は前の赴任先でも評判だったという位下手だが、生徒指導や進路指導については惜しまれるほど評判を得ていたという。
ネーミングは鎌倉市の地名「今泉」から。

### 社会科以外の教師
笛田 倫（ふえだ りん、女性、生物担当）
西名と共に行動することが多い、ちょっとおちゃらけた性格の教師。校内では常に白衣を着ている。実験大好きで、顧問を務める「調理部」では様々な食材の実験にいそしんでいる。既婚で子供がいるが、結婚指輪は実験でうっかり溶かしてしまったとか。身長146cmと小柄。
ネーミングは鎌倉市の地名「笛田」から。
二階堂 仁（にかいどう ひとし、男性、美術科担当）
美術部の顧問も務める。校庭裏の校内畑の実権を笛田と争っていた。
ネーミングは鎌倉市の地名「二階堂」から。
教頭（男性）
姓名は不詳。西名の服装を注意することが多いが、文化祭では千利休のコスプレでの優勝経験もある。
前埜 志摩子（まえの しまこ、女性、旧姓：江野（えの））
深沢が配属される前まで勤務していた「前の先生」。また、岩瀬の前の茶道部正顧問でもあった。出産後、別の学校で教師に復帰するも再び妊娠により産休に再突入。岩瀬とは同じ大学の出身であり、また学生時代に交際していたが、趣味の不一致などが原因で別れた。鉄道マニア。
ネーミングは藤沢市の地名「江の島」から（旧姓＋名）。
玉縄 櫻子（たまなわ ようこ、女性、家庭科担当）
八反目高被服部の評判を聞きつけ、南足柄から志願して転勤。被服部顧問にも就任した。着任早々、西名の「ヴィクトリア調（19世紀、つまりヴィクトリア女王の時代の意）」コスプレを「エドワード調（20世紀初頭、つまりエドワード7世の時代の意）」の方が似合うと自ら監修・製作した服を彼女に着させようとする。また、教頭に可愛らしいコスプレをさせようとも画策している模様。
ネーミングは鎌倉市の地名「玉縄」と玉縄桜から。

## 書誌情報
- 駒倉葛尾『教師諸君!!』 芳文社〈まんがタイムコミックス〉、全3巻
  1. 2011年2月22日初版発行（2011年2月7日発売[3]）ISBN 978-4-8322-6938-5
  2. 2012年3月22日初版発行（2012年3月7日発売[3]）ISBN 978-4-8322-5056-7
  3. 2013年6月22日初版発行（2013年6月7日発売[3]） ISBN 978-4-8322-5193-9